# Doctor Rafael Serrano
Doctor Rafael Serrano är en ort i Mexiko.   Den ligger i kommunen Soltepec och delstaten Puebla, i den sydöstra delen av landet, 150 km öster om huvudstaden Mexico City. Doctor Rafael Serrano ligger 2 390 meter över havet och antalet invånare är 143.
Terrängen runt Doctor Rafael Serrano är platt åt nordost, men åt sydväst är den kuperad. Runt Doctor Rafael Serrano är det tätbefolkat, med 319 invånare per kvadratkilometer. Närmaste större samhälle är Acatzingo de Hidalgo, 18,9 km söder om Doctor Rafael Serrano. Trakten runt Doctor Rafael Serrano består till största delen av jordbruksmark.